# 123P/West-Hartley
123P/West-Hartley, o anche cometa West-Hartley, è una cometa periodica appartenente alla famiglia delle comete gioviane. La cometa è stata materialmente scoperta l'11 maggio 1989 su immagini prese il 14 marzo 1989.